# Александер, Кэмерон
Кэмерон Александер (англ. Cameron Alexander; род. 31 мая 1997, Норт-Ванкувер, Британская Колумбия) — канадский горнолыжник. Специализируется в скоростных дисциплинах. Призёр чемпионата мира 2023 года в скоростном спуске.

## Карьера
В 15-летнем возрасте Александер стал принимать участие в гонках под эгидой FIS. В декабре 2014 года он участвовал в этапах Кубке Северной Америки. Впервые набрал очки через двенадцать месяцев в 2015 году. Его лучшим результатом на чемпионатах мира среди юниоров было 5-е место в супергиганте в 2018 году в Давосе. В сезоне 2018/19 годов он успешно выступал на Кубке Нор-Ам. 6 декабря 2018 года впервые поднялся на подиум, заняв 2-е место в скоростном спуске в Лейк-Луизе.
30 ноября 2019 года дебютировал на этапе Кубка мира в скоростном спуске в Лейк-Луизе, где финишировал 48-м. В следующем месяце он одержал свою первую победу на Кубке Нор-Ам, 12 декабря 2019 года также в скоростном спуске в Лейк-Луизе. Впервые он набрал очки в зачёт Кубка мира 18 января 2020 года, когда финишировал в скоростном спуске в Венгене на 19-м месте. Он также попадал в очковую зону на спусках в Кицбюэле и Гармиш-Партенкирхене. 
Большую часть сезона 2020/21 годов Кэмерон пропустил из-за разрыва крестообразной связки. Он вернулся на трассы только в сезоне 2021/22 годов, а 4 марта 2022 года он выиграл первый скоростной спуск в Квитфьелле. 
На чемпионате мира 2023 года Александер неожиданно выиграл бронзовую медаль в скоростном спуске. Для Александера это был первый в карьере старт на чемпионатах мира или Олимпийских играх.

### Подиумы на этапах Кубка мира (5)
| № | Сезон   | Дата            | Место проведения | Дисциплина       | Место |
| - | ------- | --------------- | ---------------- | ---------------- | ----- |
| 1 | 2021/22 | 4 марта 2022    | Квитфьелль       | Скоростной спуск | 1     |
| 2 | 2023/24 | 28 декабря 2023 | Бормио           | Скоростной спуск | 3     |
| 3 | 2023/24 | 17 февраля 2024 | Квитфьелль       | Скоростной спуск | 3     |
| 4 | 2024/25 | 28 декабря 2024 | Бормио           | Скоростной спуск | 3     |
| 5 | 2024/25 | 25 января 2025  | Кицбюэль         | Скоростной спуск | 3     |